# Barnard Elliott Bee
Barnard Bee Elliott Jr. (n. 8 de febrero de 1824 - f. 22 de julio de 1861) fue un oficial del Ejército de Estados Unidos y general del ejército confederado durante la guerra de Secesión estadounidense.
Fue herido de muerte en la Primera batalla de Bull Run, se convirtió por tanto en uno de los primeros oficiales generales que murieron en la guerra. Durante la batalla, fue responsable de inspirar el famoso apodo del General de Brigada Thomas J. "Stonewall " Jackson, al decir a sus hombre: "Mirad a Jackson, está ahí, frente a sus tropas como un muro de piedra".

## Biografía
Bee nació en Charleston, Carolina del Sur, hijo de Barnard Bee Elliott, Sr., y Ann Wragg Fayssoux, los cuales provenían de familias prominentes de Charleston, de origen Inglés. En 1833, la familia se trasladó a Bee Pendleton, Carolina del Sur, donde Bee asistió a la Academia Bee Pendleton.
En 1836, los padres de Bee se mudaron a Texas, pero él permaneció en Pendleton con tres hermanas de su madre para centrarse en su educación. Bee se graduó de la Academia Militar de Estados Unidos en 1845, número treinta y tres de su clase en el ranking y asignado al III de Infantería.
Acumuló muchos deméritos mientras estaba en West Point, incluyendo varios por mascar el tabaco durante el servicio.
La primera ocupación de Bee fue a servir en la ocupación militar de Texas. Fue promocionado dos veces por su valentía en la Guerra México-Estados Unidos, primero en Cerro Gordo, donde fue herido, y luego en Chapultepec.
Después de la Guerra México-Estados Unidos, Bee fue enviado a hacer servicios de guarnición en Pascagoula, Misisipi, donde trabajó como ayudante.
De 1849 a 1855, él estaba de guardia fronteriza en Nuevo México. La mayor parte de su tiempo lo pasaba en Fort Fillmore, cerca de Las Cruces, Nuevo México. En 1855, Bee fue ascendido a capitán de la Compañía D del Décimo de Infantería y enviado a Fort Snelling, Minnesota. Durante su estancia en Fort Snelling, conoció y se casó con Sophia Elizabeth Hill, la hermana de un compañero. En 1857 la compañía de Bee participó en la Guerra de Utah, donde fue puesto al mando del Batallón de Voluntarios de Utah y se le promocionó al rango de teniente coronel. En 1860, Bee fue enviado envió a Fort Laramie, Wyoming, y sirvió brevemente como oficial al mando de la fortaleza.

## Guerra Civil
Tras el inicio de la Guerra Civil, Bee, al igual que muchos oficiales del Ejército del Sur, se debatía entre la lealtad a su estado de residencia o de la federación de los Estados Unidos. Luchó con la decisión, pero optó por quedarse con el Sur. El 3 de marzo de 1861, Bee renunció al ejército de Estados Unidos y regresó a Charleston, donde fue elegido teniente coronel de la I de Regulares de Carolina del sur.
El 17 de junio de 1861, Bee fue nombrado General de Brigada de la brigada movilizada en Manassas Junction. Se le dio el mando de la III Brigada del Ejército del Shenandoah, subordinado del General de Brigada Joseph E. Johnston durante la siguiente batalla, más tarde conocida como la Primera batalla de Bull Run, se dice que Bee fue el primero en utilizar el término "muro de piedra", en referencia al General de Brigada Thomas J. Jackson y sus hombres , dando origen al nombre "Stonewall Jackson" y la brigada de Stonewall. Bee fue mortalmente herido cuando los confederados comenzaron a ganar la ventaja en la batalla.
Murió al día siguiente y es enterrado en Pendleton, Carolina del Sur.
Bee era el hermano menor de Hamilton P. Bee, que también era un general del ejército confederado.